# Flanagan
Maureen Flanagan, conosciuta anche con il nome d'arte di Flanagan (Inghilterra, 1941), è un'attrice e modella inglese.

## Biografia
Ebbe una carriera di attrice alla fine degli anni sessanta e i primi anni settanta, principalmente in piccoli ruoli nel Benny Hill Show, nel Monty Python's Flying Circus e in molte commedie erotiche britanniche. Interpretò un ruolo da protagonista nel film danese The Loves of Cynthia nel 1971.
Dopo la fine della sua carriera di attrice, Flanagan continuò a rimanere negli occhi del pubblico, dovuto al suo sodalizio con il duo criminale Kray twins e si sforzò ad assicurare il loro rilascio. Scrisse anche un libro intitolato Intimate Secrets of an Escort Girl (Il libro fu pubblicato a puntate sulla rivista Tit-Bits).
Nel 1997, Flanagan fece un ritorno al lavoro di modella posando nuda nella rivista Men's World. In un'intervista disse che il suo secondo marito morì dopo un trapianto di cuore, e che era occupata a crescere un figlio.

## Filmografia

### Cinema
- Groupie Girl, regia di Derek Ford (1970)
- 1972: Dracula colpisce ancora! (Dracula A.D. 1972), regia di Alan Gibson (1972)
- The Love Pill, regia di Ken Turner (1972)
- The Loves of Cynthia, regia di Eduardo Fuller (1972)
- The Love Box, regia di Tudor Gates e Wilbur Stark (1972)
- On the Game, regia di Stanley A. Long (1974)
- Ma il tuo funziona... o no? (Percy's Progress), regia di Ralph Thomas (1974)

### Televisione
- Monty Python's Flying Circus – serie TV, 4 episodi (1969-1970)

- Benny Hill Show (The Benny Hill Show) – serie TV, 1 episodio (1972)
- Zodiac – serie TV, episodio 1x04 (1974)

## Copertine
- Rex (1971)
- King (1972)
- Tit-Bits (1974)
- Men's World (1997)